# Propiedad
La propiedad es un  dominio es un poder directo e inmediato sobre una cosa, que atribuye a su titular la capacidad de gozar y disponer de la cosa sin más limitaciones que las que establezcan las leyes. Es el derecho real que implica el ejercicio de las facultades jurídicas que el ordenamiento jurídico concede sobre un bien.
El objeto del derecho de propiedad está constituido por todos los bienes susceptibles de apropiación. Para que se cumpla tal condición, en general, se requieren tres condiciones: que el bien sea útil, ya que si no lo fuera, carecería de fin la apropiación; que el bien exista en cantidad limitada, y que sea susceptible de ocupación, porque de otro modo no podrá actuarse.
El derecho de propiedad abarca todos aquellos bienes materiales que pueden ser apropiados, de utilidad, de existencia limitada y que pueden ser ocupados. Con todo, el dominio no solo se circunscribe a las cosas corporales, sino también recae sobre las incorporales tales como el derecho de propiedad industrial o intelectual.
Para el jurista Guillermo Cabanellas la propiedad no es más "que el dominio que un individuo tiene sobre una cosa determinada, con la que puede hacer lo que desee su voluntad".[cita requerida]
Según la definición dada el jurista venezolano-chileno Andrés Bello[cita requerida] en el artículo 582 del Código Civil de Chile,[cita requerida] el dominio consiste en: 

el derecho real en una cosa corporal para gozar y disponer de ella arbitrariamente; no siendo contra la ley o contra el derecho ajeno. La propiedad separada del goce de la cosa se llama mera o nuda propiedad.

Habitualmente se considera que el derecho de propiedad pleno comprende tres facultades principales: uso (ius utendi), disfrute (ius fruendi) y abuso (ius abutendi), distinción que proviene del derecho romano o de su recepción medieval. Tiene también origen romano la concepción de la propiedad en sentido subjetivo, como sinónimo de facultad o atribución correspondiente a un sujeto.
Por el contrario, en sentido objetivo y sociológico, se atribuye al término el carácter de institución social y jurídica y, según señala Ginsberg, puede ser definida la propiedad como el conjunto de derechos y obligaciones que definen las relaciones entre individuos y grupos, con respecto a qué facultades de disposición y uso sobre bienes materiales les corresponden.
En sociología y antropología, la propiedad suele definirse como una relación entre dos o más individuos y un objeto, en la que al menos uno de estos individuos posee un conjunto de derechos sobre el objeto. La distinción entre «propiedad colectiva» y «propiedad privada» se considera una confusión, ya que distintos individuos suelen poseer diferentes derechos sobre un mismo objeto.
Los tipos de propiedad incluyen propiedad real (la combinación de la tierra y cualquier mejora en o sobre el suelo), propiedad personal (posesiones físicas pertenecientes a una persona), propiedad privada (propiedad de personas jurídicas, entidades empresariales o personas físicas individuales), propiedad pública (posesiones de propiedad estatal o pública y disponibles) y propiedad intelectual (derechos exclusivos sobre creaciones, invenciones, etc.). Sin embargo, la última no siempre está tan reconocida ni se hace cumplir. Un artículo de propiedad puede tener partes físicas e incorpóreas. Un título, o un derecho de propiedad, establece la relación entre la propiedad y otras personas, asegurando al propietario el derecho a disponer de la propiedad como el propietario vea conveniente.[cita requerida] El término «propiedad» sin calificativos se utiliza a menudo para referirse específicamente a los bienes inmuebles.

## Descripción general
La propiedad suele estar definida por el código de la soberanía local y protegida total o -más habitualmente, parcialmente- por dicha entidad, siendo el propietario el responsable de cualquier resto de protección. El  estándares de la prueba relativo a las pruebas de titularidad también se aborda en el código de la soberanía local, y dicha entidad desempeña un papel en consecuencia, típicamente  algo administrativo. Algunos filósofos afirman que los derechos de propiedad surgen de la convención social, mientras que otros encuentran justificaciones para ellos en la moral o en el derecho natural.
Diversas disciplinas académicas (como el derecho, la economía, la antropología o la sociología) pueden tratar el concepto de forma más sistemática, pero las definiciones varían, sobre todo cuando se trata de contratos. El derecho positivo define tales derechos, y el poder judicial puede adjudicar y hacer cumplir los derechos de propiedad.
Según Adam Smith (1723-1790), la expectativa de obtener beneficios de la «mejora del capital propio» se basa en los derechos de propiedad privada. El capitalismo tiene como supuesto central que los derechos de propiedad animan a sus titulares a desarrollar la propiedad, generar riqueza y asignar eficientemente los recursos basándose en el funcionamiento de los mercados. De ahí ha evolucionado la concepción moderna de la propiedad como un derecho aplicado por el derecho positivo, con la esperanza de que esto produzca más riqueza y mejores niveles de vida. Sin embargo, Smith también expresó una visión muy crítica de los efectos de las leyes de propiedad sobre la desigualdad: 

Dondequiera que haya una gran propiedad, hay una gran desigualdad... El gobierno civil, en la medida en que se instituye para la seguridad de la propiedad, se instituye en realidad para la defensa de los ricos contra los pobres, o de los que tienen alguna propiedad contra los que no tienen ninguna.

## Teoría de la propiedad
El derecho de propiedad es el más completo que se puede tener sobre una cosa: la propiedad se halla sometida a la voluntad, exclusividad y a la acción de su propietario, sin más límites que los que marca la ley o los provocados por "la concurrencia de varios derechos incompatibles en su ilimitado ejercicio" (limitaciones de carácter extrínseco). No obstante, el reconocimiento de que la propiedad, como institución, está orientada a una función social, implica que en la actualidad existan limitaciones intrínsecas o inherentes al derecho; así como obligaciones que se derivan de la propiedad en sí.
En doctrina jurídica, especialmente aquellos ordenamientos con importante influencia latina, se considera que el dominio o propiedad está integrado por tres facultades o derechos:

### Ius utendi
El ius utendi es el derecho de uso sobre la cosa. El propietario tiene el derecho a servirse de la cosa para sus intereses y de acuerdo con la función social del derecho o de la propiedad, siempre y cuando esas conductas no violen preceptos legales ya establecidos o causen lesiones a los derechos de otros propietarios.
Por ejemplo, bajo el principio del ius utendi no podría un propietario de un bien inmueble justificar la tenencia de una plantación de marihuana, al estar prohibida por la mayoría de los ordenamientos jurídicos. De la misma forma, un empresario no puede justificar bajo este principio ruidos excesivos típicos de una actividad industrial en una zona residencial, que hagan intolerable la vivencia de los demás vecinos.

### Ius fruendi
El ius fruendi es el derecho de goce sobre la cosa. En su virtud, el propietario tiene el derecho de aprovechar y disponer los frutos o productos que genere el bien. La regla general es que el propietario de una cosa es también propietario de todo aquello que la cosa produzca, con o sin su intervención.
Los frutos pueden ser naturales o civiles. Los frutos naturales son aquellos que la cosa produce natural o artificialmente sin detrimento de sustancias. En ese aspecto se distinguen de los denominados "productos" así: tratándose de un manzanar, las manzanas son frutos naturales y la leña de los árboles son sus productos.
Los frutos civiles están constituidos por aquellas sumas de dinero que recibe el propietario por ceder a otro el uso o goce de la cosa. Usando el ejemplo anterior, el fruto civil que percibe el propietario del manzanar es la renta que le es pagada al darlo en arrendamiento. Tratándose de dinero, los frutos que percibe su propietario son los intereses.

### Ius abutendi
El ius abutendi es el derecho de abuso sobre la cosa. El propietario, bajo la premisa de que la cosa está bajo su dominabilidad (poder de hecho y voluntad de posesión), puede hacer con ella lo que quiera, incluyendo dañarla o destruirla (disposición material), salvo que esto sea contrario a su función social: por ejemplo, el propietario de un bien integrante del patrimonio cultural no debe destruirlo y, de hecho, debe estar obligado a su conservación.
Del mismo modo, puede el propietario disponer de su derecho real (disposición jurídica): así, puede enajenar la cosa, venderla, donarla y, en general, desligarse de su derecho de propiedad y dárselo a otra persona; o incluso renunciar al derecho o abandonar la cosa, que pasaría a ser res nullius. Son también actos de disposición aquellos en los que el propietario constituye en favor de otra persona un derecho real limitado, como el usufructo, la servidumbre, la prenda o la hipoteca.
En conclusión tiene el derecho real de dominio quien tenga estos tres principios (Uso, Goce y Disposición)

## Caracteres del derecho de propiedad
El derecho de propiedad es un poder moral, exclusivo y perfecto, pero con carácter de limitación y subordinación, así como también perpetuo.[cita requerida]
- Es un poder moral porque la apropiación que se hace del bien es reflexiva y no instintiva, es decir, la destinación al fin se hace previo el conocimiento del fin que se acepta libremente.[cita requerida]
- Es un derecho exclusivo, derivado de la limitación esencial de la utilidad en muchos objetos, que no puede aplicarse a remediar las necesidades de muchos individuos a la vez. Por esta razón, no son bienes apropiables los llamados de uso inagotable o bienes libres, que existen en cantidades sobrantes para todos, como el aire atmosférico, el mar o la luz solar.
- Es un derecho perfecto. El derecho de propiedad puede recaer sobre la sustancia misma de la cosa, sobre su utilidad o sobre sus frutos; de aquí deriva el concepto de dominio imperfecto según que el dominio se ejerza sobre la sustancia (dominio radical) o sobre la utilidad (dominio de uso o sobre los frutos, dominio de usufructo). Estas dos clases de dominio, al hallarse en un solo sujeto, constituyen el dominio pleno o perfecto. El derecho de propiedad es un derecho perfecto, pues por él, todo propietario puede reclamar o defender la posesión de la cosa, incluso mediante un uso proporcionado de la fuerza, y disponer plenamente de su utilidad y aún de su substancia, con la posibilidad en determinados supuestos de destruir la cosa.
- Es un derecho limitado o restringido por las exigencias del bien común, por la necesidad ajena y por la ley, y subordinado, en todo caso, al deber moral.
- Es perpetuo, porque no existe un término establecido para dejar de ser propietario.

## Clasificación
Se puede esquemáticamente presentar la división de las varias especies de propiedad, de acuerdo a lo siguiente:

### Por sujeto
- Pública, si corresponde a la colectividad en general.

- Privada, cuando el derecho es o está asignado a determinada persona o grupo y las facultades del derecho se ejercitan con exclusión de otros individuos [cita requerida].

- Individual, si el derecho lo ejerce un solo individuo
- Colectiva privada, cuando el derecho es ejercido por varias personas
- Colectiva pública, si la propiedad corresponde a la colectividad y es ejercida por un ente u organismo público.

### Por naturaleza
- Propiedad mueble, si puede transportarse de un lugar a otro.
- Propiedad inmueble, o bienes raíces o fincas son las que no pueden transportarse de un lugar a otro
- Propiedad corporal, la que tiene un ser real y puede ser percibida por los sentidos, como una casa, un libro, entre otros
- Propiedad incorporal, si está constituida por meros derechos, como un crédito, una servidumbre, entre otros

### Por objeto
- Propiedad de bienes destinados al consumo
- Propiedad de bienes de producción

## Modos de adquirir la propiedad
Los modos de adquirir la propiedad son aquellos hechos o negocios jurídicos que producen la radicación o traslación de la propiedad en un patrimonio determinado.
A este modo de adquirir la propiedad se le llama también "título" y existen diversas clasificaciones, por ejemplo:
- A título universal
- A título oneroso y gratuito
- Originarios
- Derivados

## Modos de transmisión

### Virtual
Surge por medio de la palabra de los contratantes al entregar el documento que denota la propiedad y no la posesión. Al cumplirse con la entrega virtual y al momento de que el causante le da la posesión del bien al causahabiente, se constituye la entrega física. 
La transmisión física de la propiedad, refiere que el bien mueble o inmueble, es existente y está dentro del comercio, ya que jurídicamente esta figura es regulada por el derecho.

### Jurídica o real
Procede respecto de bienes muebles inscritos y sólo surte efectos desde su inscripción en el registro público de la propiedad. Se refiere que debe existir y se debe constituir para su realización con un ordenamiento jurídico del derecho positivo, ya que es verificable, compatible y no es contradictorio con la existencia del derecho. Es posible o jurídica cuando el sujeto es capaz jurídicamente en la relación del objeto en el contrato.